# 傾國艷后
《傾國艷后》（英語：Caesar and Cleopatra），1945年英国特藝七彩电影，改编自萧伯纳1901年的剧本《傾國艷后》，由加布里埃尔·帕斯卡尔执导，克勞德·雷恩斯和费雯·丽主演。另有部分镜头由布赖恩·德蒙·赫斯特执导。该片由独立制片公司和帕斯卡尔制片厂制作，鹰狮发行公司发行。
虽然《傾國艷后》票房失利，但约翰·布赖恩获奥斯卡最佳艺术指导奖提名。

## 情节
年迈的尤利烏斯·凱撒攻占了埃及首都亚历山大港，试图化解年轻的克娄巴特拉公主和她的弟弟托勒密十三世之间的不和。在由此引发的宫廷阴谋中，凯撒与克娄巴特拉建立了一种特殊的关系，并教她如何最大限度地利用她的王权。

## 演员
- 克劳德·雷恩斯 饰 尤利烏斯·凱撒
- 费雯·丽 饰 克娄巴特拉七世
- 斯特瓦尔特·格兰杰 饰 阿波罗多洛斯
- 弗洛拉·罗布森 饰 塔塔蒂塔
- 弗朗西斯·L·沙利文 饰 波提纽斯
- 巴兹尔·西德尼 饰 鲁菲欧
- 塞西尔·帕克 饰 英国人
- 雷蒙德·洛夫尔 饰 卢修斯·塞普蒂穆斯
- 安东尼·尤斯特勒尔 饰 阿基拉斯
- 埃内斯特·斯西格 饰 希俄斯的狄奥多图斯
- 安东尼·哈维 饰 托勒密十三世
- 罗伯特·亚当斯 饰 努比亚奴隶
- 奥尔加·爱德华兹
- 哈达·斯旺希尔德 饰 克娄巴特拉的侍女
- 迈克尔·伦尼 饰 百夫长甲
- 詹姆斯·麦凯尔彻妮 饰 百夫长乙
- 埃斯梅·珀西 饰 多莫将军
- 斯坦利·霍洛韦 饰 贝尔泽诺尔
- 李奧·真 饰 贝尔·阿夫里斯
- 阿伦·惠特利 饰 波斯人
- 安东尼·霍莱斯 饰 船工
- 查尔斯·维克托 饰 搬运工甲
- 罗纳德·夏纳 饰 搬运工乙
- 约翰·布赖宁 饰 哨兵
- 约翰·劳里 饰 辅助哨兵甲
- 查尔斯·罗尔夫 饰 辅助哨兵乙
- 费利克斯·艾尔默 饰 贵族甲
- 艾弗·巴纳德 饰 贵族乙
- 瓦伦廷·德亚尔 饰 近卫兵甲
- 查尔斯·迪恩 饰 近卫兵乙
- 芮妮·阿舍森 饰 艾勒斯
- 玛丽·奥尔特 饰 埃及女子
- 彼得·贝利斯 饰 米特里达梯的助手
- 迈克尔·柯杨尼斯 饰 委员
- 卡伊·肯德尔 饰 奴隶女孩
- 泽娜·马歇尔 饰 侍女
- 罗杰·摩尔 临时演员
- 卡思琳·内斯比特 饰 埃及女子
- 查尔斯·佩顿 饰 委员
- 简·西蒙斯 饰 竖琴手

## 制作
本片拍摄采用特藝七彩技术，并配有豪华装备，是当时英国制作的最昂贵的电影，耗资1,278,000英镑。
帕斯卡尔从埃及订购沙子以使电影色彩逼真。由于是在第二次世界大战期间拍摄的，拍摄进程遇到延误。在拍摄过程中，费雯·丽曾不慎摔倒，流掉了她和丈夫劳伦斯·奥利维尔的孩子。这一事件抵消了费雯·丽的躁鬱症，但使她情绪崩溃，停工达五周。
这部电影在当时票房十分低靡，几乎断送了帕斯卡尔的职业生涯。这是第一部用彩色技术拍摄的萧伯纳电影，也是帕斯卡尔一生中最后一部电影版的萧伯纳戏剧。在萧伯纳于1950年去世后，帕斯卡尔又拍了一部从萧伯纳作品衍生来的电影，即1952年的《安德鲁克里斯和狮子》。

## 反响
本片在美国获1,363,371美元票房，成为有史以来最受欢迎的英国电影之一。但它仍没有达到最初的预期。《综艺》杂志估计，电影使兰克损失了300万美元。